# Fordoche, Louisiana
Fordoche, Louisiana (енгл. Fordoche) град је у америчкој савезној држави Луизијана.

## Демографија
По попису из 2010. године број становника је 928, што је 5 (-0,5%) становника мање него 2000. године.
| Група             | 2000.       | 2010.       |
| Белци             | 839 (89,9%) | 836 (90,1%) |
| Афроамериканци    | 80 (8,6%)   | 79 (8,5%)   |
| Азијати           | 1 (0,1%)    | 5 (0,5%)    |
| Хиспаноамериканци | 7 (0,8%)    | 3 (0,3%)    |
| Укупно            | 933         | 928         |